# Richard Harrison
Richard Harrison (Salt Lake City, 26 de maio de 1936) é um ator estadunidense.
Richard foi modelo na juventude e começou a atuar em Hollywood no final da década de 1950. Nas décadas seguintes, trocou os E.U.A., aonde fazia papéis coadujantes, pela Europa, sendo protagonista em vários filmes italianos. Trabalhou ao lado de Vincent Price e Charles Bronson no filme Master of the World de 1961. 
Entre as décadas de 1960 e 1970, atuou em filmes italianos como: La Donna, il sesso e il superuomo (em inglês: Fantabulous Inc.) de 1967; I leopardi di Churchill (em inglês: Churchill's Leopards) de 1970; o western Lo chiamavano King (em inglês: His Name Was King) de 1971 e atuando ao lado de Klaus Kinski; Colpo maestro al servizio di Sua Maestà britannica (em inglês: Master Stroke) de 1967; La diligencia de los condenados de 1970; Duello nel mondo de 1966; I sette gladiatori de 1962, entre outros filmes.